# Stephen Kings Kinder des Zorns
Stephen Kings Kinder des Zorns ist ein US-amerikanischer Horrorfilm aus dem Jahr 2009 und ist eine Neuverfilmung von Kinder des Zorns, die auf der Kurzgeschichte Kinder des Mais (Children of the Corn) von Stephen King basieren.

## Handlung
Burt und Vicky Robeson sind auf dem Weg in ihre zweiten Flitterwochen in Kalifornien. Bereits auf der Anreise geht einiges schief: Sie streiten sich ununterbrochen und verfahren sich auf dem Weg nach Kalifornien schließlich. Als wäre dies nicht schon schlimm genug, überfahren sie irgendwann einen kleinen Jungen. Sie stellen fest, dass der Verkehrsunfall nicht die Todesursache des Jungen war. Ihm war zuvor die Kehle durchgeschnitten worden.
Auf der Suche nach Hilfe, landen sie schließlich im verschlafenen Dorf Gatlin, Nebraska. Ohne zu wissen, dass dort unter der Führung von Isaac und Malachei ein Kinderkult sein Unwesen treibt.

## Produktion
Nachdem Donald P. Borchers 1984 als Produzent an dem Film gearbeitet hatte, war er ursprünglich damit zufrieden, obwohl er im Nachhinein glaubte, er sei zu „hollywoodisiert“ und der ursprünglichen Kurzgeschichte nicht treu genug. Borchers wollte, dass Stephen King an der Produktion des neuen Films beteiligt war, und schickte ihm eine Kopie des Drehbuchs, nur um einen Brief von Kings Anwalt zu erhalten, in dem er feststellte, dass King nicht am Film beteiligt sein wolle.
Das Casting begann zwei Wochen vor Produktionsbeginn. Anders als im Originalfilm, in dem der Großteil der Kultisten von Schauspielern über 18 dargestellt wurde, entschied sich Borchers, altersgerechte Schauspieler zu besetzen. Borchers erklärte, dass der Umgang mit der weitgehend minderjährigen Besetzung der schwierigste Teil des Films war.

## Kritik
Der Filmdienst urteile, der Film habe „keine originellen Spannungsmomente“ und kritisierte den „Mangel an Schauspielführung und Ideen“, der mit „vordergründige[n] Schockeffekte[n]“ vergeblich aufzufangen versucht werde. Es handle sich um eine „schwache Inszenierung“.
Bei Rotten Tomatoes liegt die Kritikerbewertung bei 0 % bei allerdings nur 6 Bewertungen.